# جان برکین
جان برکین (انگلیسی: John Breckin؛ زادهٔ ۲۷ ژوئیهٔ ۱۹۵۳) بازیکن فوتبال اهل بریتانیا است.
از باشگاه‌هایی که در آن بازی کرده‌است می‌توان به باشگاه فوتبال دونکستر راورز، باشگاه فوتبال بری، و باشگاه فوتبال دارلینگتون اشاره کرد.